# Sicyodes walkeri
Sicyodes walkeri là một loài bướm đêm trong họ Geometridae.